# Éliane Gubin
Éliane Gubin, née en 1942 à Bruxelles, est une historienne, chercheuse et professeure d'histoire politique et sociale, spécialisée dans l'histoire des femmes et du féminisme. Elle est à l'origine, à la fin des années 1980, de l'introduction de l'histoire des femmes à l'Université Libre de Bruxelles (ULB) dont elle est professeure émérite. Elle enseigne également l’histoire de la Belgique contemporaine, est spécialisée en histoire sociale et en histoire politique du XIXe siècle et de la première moitié du XXe siècle, y compris une relecture de la Première Guerre mondiale. Elle est codirectrice depuis 1995 du Centre d’archives pour l’histoire des femmes.

## Biographie
Eliane Grosjean naît à Bruxelles en 1942. Son père est un catholique pratiquant, il travaille à la douane, sa mère, laïque, est institutrice. Elle fait ses études secondaires au lycée Jacqmain, puis suit des études d'histoire à l'Université Libre de Bruxelles et remet son mémoire en 1964, "Le Théâtre de la Monnaie et le Théâtre Flamand à Bruxelles de 1860 à 1880". Sa thèse de doctorat porte sur le mouvement flamand à Bruxelles. 

## Carrière académique
Eliane Gubin est professeure d'histoire contemporaine à la faculté de Philosophie et Lettres de l'ULB jusqu'en 2007. Durant ces années elle œuvre au sein de l'université et est à l'origine de plusieurs initiatives.  
En 1988, elle obtient une bourse d'études et se rend au Québec où elle découvre l'effervescence du mouvement féministe. Au retour, en 1989, elle constitue un groupe de recherche sur l'histoire des femmes constitué d'historiens, de démographes, de sociologues et de politologues et introduit ainsi ce domaine au sein de l'université. Ce groupe interdisciplinaire est appelé le GIEF. 
En 1992 elle fonde la revue Sextant avec le GIEF et le soutien de la Chaire Suzanne Tassier, dont les numéros sont publiés à raison d'à peu près une fois par an depuis 1993. Les sujets traités sont l'histoire des femmes, la maternité ou encore le militantisme féministe. Le comité éditorial de la revue est composé d'enseignants de différentes facultés, notamment Hilde Heynen, chercheuse en architecture.
Sextant n'est pas la première revue féministe en Belgique mais c'est la première revue universitaire à traiter les questions de femmes et de genre.  Depuis 2008, Sextant est publiée par les Éditions de l’Université de Bruxelles et est subsidiée depuis 2014 par le Fonds National de la Recherche Scientifique.
En 1995 elle fonde et co-dirige le Carhif, le Centre d'Archives et de Recherches pour l'Histoire des Femmes. Le centre publie des articles et détient des archives en lien avec les mouvements féminins belges. Il co-organise également des expositions ou des colloques. En 2020, elle fait toujours partie du Conseil d'administration. 
L'étude de l'histoire des femmes à l'Université n'est pas toujours bien accueillie mais la reconnaissance académique d'Eliane Gubin lui permet de passer outre aux critiques. Elle travaille toujours à promouvoir l'enseignement du le rôle des femmes dans l'enseignement secondaire et universitaire et publie un manuel destiné aux enseignants en 2013, avec Claudine Marissal, Catherine Jacques et Anne Morelli,  Femmes et hommes dans l’histoire. Un passé commun (Antiquité et Moyen Âge).

## Publications (sélection)
En plus de nombreux articles et ouvrages publiés tout au long de sa carrière, Eliane Gubin a participé et dirigé 2 gros projets. Le premier est la publication en 2006 du "Dictionnaire des Femmes belges - XIXe et XXe siècles" reprenant plus de 400 biographies. Le second, co-dirigé avec l'historienne Catherine Jacques est "l'Encyclopédie d'histoire des Femmes en Belgique - XIXe et XXe siècles".
Elle est également l'autrice en 2007 de la biographie d'Eliane Vogel-Polsky, figure importante du féminisme à l'ULB.
- Avec Anne-Laure Briatte, Françoise Thébaud, L'Europe, une chance pour les femmes ? Le genre de la construction européenne, Paris, Éditions de la Sorbonne, 2019, 303 p.  (ISBN 979-10-351-0286-9)
- Avec Catherine Jacques (dir.), Claudine Marissal (collab.), Encyclopédie d'histoire des femmes : Belgique, XIXe-XXe siècles, Bruxelles, Racine, 2018, 655 p.  (ISBN 978-2-39025-052-4)
- Avec Henk De Smaele, Femmes & hommes en guerre, 1914-1918 : gender@war, Bruxelles, Renaissance du Livre, 2015, 190 p.  (ISBN 978-2-507-05332-1)
- Avec Jean Stengers (auteur), Ginette Kurgan-Van Hentenryk (éd. scientifique), José Gotovitch (éd. scientifique), Une guerre pour l'honneur : la Belgique en 14-18, Bruxelles, Racine, 2014, 225 p.
- Avec Claudine Marissal, Catherine Jacques, Anne Morelli, Femmes et hommes dans l'histoire: un passé commun (Antiquité et Moyen Âge), Bruxelles, Labor, 2013  (ISBN 978-2-87441-330-8)
- Avec Jean-Pierre Nandrin et Pierre Van den Dungen, La Nouvelle histoire de Belgique, La Belgique libérale et bourgeoise : 1846-1878, Bruxelles, Le Cri, 2011, 190 p.  (ISBN 978-2-87106-543-2)
- Choisir l'histoire des femmes, Bruxelles, Université libre de Bruxelles, 2007, 273 p.  (ISBN 978-2-8004-1395-2)
- Avec Catherine Jacques, Géraldine Reymenants et Julie Wuytens, Éliane Vogel-Polsky : une femme de conviction, Bruxelles, Institut pour l'égalité des femmes et des hommes, 2007, 172 p.
- Avec Catherine Jacques (éd. scientifique), Valérie Piette (éd. scientifique), Jacques Puissant (éd. scientifique), Marie-Sylvie Dupont-Bouchat (collab.), Jean-Pierre Nandrin (collab.), Dictionnaire des femmes belges : XIXe et XXe siècles, Bruxelles, Racine, 2006, 637 p.,  (ISBN 978-2-87386-434-7)
- Avec Jean-Pierre Nandrin (dir.), Emmanuel Gerard (dir.), Els Witte (dir.), Histoire de la Chambre des représentants de Belgique : 1830-2002, Bruxelles, Chambre des représentants, 2003, 517 p.
- Avec Serge Jaumain, Jean Puissant (éd. scientifique), Éléments d'histoire de la Belgique (1830-1997), Bruxelles, Presses Universitaires de Bruxelles, 2001, 57 p.
- Avec Miet Smet, Leen Van Molle, Ria Christens, Katleen De Ridder, Ingrid Hansen, Femmes et politique en Belgique, Bruxelles, Racine, 1998, 402 p.  (ISBN 978-2-87386-132-2)
- Avec Ilse Gesquière, Catherine Jacques, Claudine Marissal, Miet Smet, Leen Van Molle, Parcours singuliers : portraits de dix élues en 1921, Bruxelles : Cabinet du Ministre fédéral de l'emploi et du travail et de la politique d'égalité des chances, 1994, 112 p.  (ISBN 978-90-02-19878-6)
- Avec Miet Smet, Els Flour, Catherine Jacques, Claudine Marissal, Leen Van Molle, Répertoire des sources pour l'histoire des femmes en Belgique, Bruxelles, Ministère de l'emploi et du travail, 1994, 2 vol.
- Bruxelles au XIXe siècle : berceau d'un flamingantisme démocratique : 1840-1873, Bruxelles, Crédit communal, 1979, 552 p.

## Distinctions
- Professeure honoraire de l'Université libre de Bruxelles, depuis 2007[4].
- L'Académie royale de Belgique, Classe des Lettres, Fondation Arthur Merghelynck attribue, en 2005, un prix au Comité de rédaction du « Dictionnaire des femmes belges : XIXe et XXe siècles[17].
- En 2011, elle fait partie des cent femmes d'exception distinguées à l'occasion du centième anniversaire de la Journée internationale des femmes[18].